# I (米倉利紀のアルバム)
『i』（アイ）は、米倉利紀7作目のアルバム。1998年1月28日発売。発売元はパイオニアLDC。

## 解説
「Yes, I do. (with BIG HORNS BEE)」「Love in the sky」2曲のヒットシングル収録。オリコンアルバムチャート最高5位を記録。

## 収録曲
全詞・作曲:米倉利徳（特記以外）
1. I will
  - 編曲:プリンス・チャールズ・アレクサンダー
2. Break it down
  - 編曲:プリンス・チャールズ・アレクサンダー
3. baby c'mon
  - 編曲:プリンス・チャールズ・アレクサンダー
4. Drive me crazy
  - 作曲:松原みき　編曲:アーティ・スカイ
5. East 14th Street
  - 編曲:河越重義
6. Love in the sky (original version)
  - 編曲:河越重義
7. Mr. Lover
  - 編曲:河越重義
8. ANNIVERSARY
  - 編曲:アーティ・スカイ
9. How are you doing?
  - 編曲:河越重義
10. Sex with You!
  - 編曲:河越重義
11. Oh! Boy.....
  - 編曲:アーティ・スカイ
12. Yes, I do. (with BIG HORNS BEE)
  - 作曲・編曲:金子隆博
13. BE HAPPY
  - 編曲:河越重義
14. Love in the sky (single version)
  - 編曲:柿崎洋一郎・羽田一郎
15. Hold you tight
  - 編曲:河越重義